# Самойленко, Александра Ивановна
Александра Ивановна Самойленко — советская и украинская учёная, доктор искусствоведения, профессор, проректор по научной работе Одесской государственной музыкальной академии им. А. В. Неждановой.

## Биография
Автор около 100 научно-исследовательских и научно-методических работ (среди которых особое значение для современного музыкознания имеют монография «Музыковедение и методология гуманитарного знания. Проблема диалога» (Одесса, 2002) и ряд статей последних лет: «К проблеме семантической типологии музыки», «Ноэтические тенденции русской музыкальной культуры рубежа XIX—XX веков», «Явище пам’яті як предмет музикознавчої системології» и др.), неизменный участник украинских и международных конференций, опытный педагог, разработавший курсы по истории музыки, музыкальной культурологии, психологии искусства и др., А. И. Самойленко получила признание как глубокий ученый и блестящий оратор.
Является одним из организаторов проводимой на базе ОГМА имени А. В. Неждановой Международной научно-творческой конференции «Музыкально-информационные инновации» (последняя состоялась в ноябре 2009 г. при участии украинских и зарубежных гостей, в том числе, доктора искусствоведения, профессора Гельмута Лооса (Лейпциг), доктора искусствоведения, профессора Л. О. Акопяна (Москва), доктора искусствоведения, профессора М. Р. Черкашиной-Губаренко (Киев)).

## Работы

### Монографии
- Искусство и катарсис / А. Самойленко. — деп.в НИО Информкультура. Рос. гос. библиотеки. — 01.04.1992. № 2592.
- Музыковедение и методология гуманитарного знания. Проблема диалога. Монография / А. Самойленко / Редактор Н. Г. Александрова. — Одесса: Астропринт, 2002.

### Статьи (выборочно за последние годы)
- К проблеме семантической типологии музыки / А.Самойленко // Збірка матеріалів міжнародної науково-творчої конференції «Трансформація музичної освіти та культури в Україні»: до 90-річчя ОДМА імені А. В. Нежданової. — Одеса: Друкарський дім, 2004. — С.57-66.
- Ноэтические тенденции русской музыкальной культуры рубежа XIX—XX веков / А. Самойленко // Київське музикознавство. Культурологія та мистецтвознавство. Збірка статей. Вип. 15 / Упорядники Т. К. Гуменюк, С. В. Тишко. Редактор Т. К. Гуменюк. — К.: Київське державне вище музичне училище ім. Р. М. Глієра, 2004. — С. 27-37.
- Диалог как метод семантической типологии музыки (недоступная ссылка)
- Психологические предпосылки культурологического анализа: размышление о методе / А. Самойленко // Київське музикознавство. Культурологія та мистецтвознавство. Збірка статей. Вип. 15 / Упорядники Т. К. Гуменюк, С. В. Тишко. Редактор Т. К. Гуменюк. — К.: Київське державне вище музичне училище ім. Р. М. Глієра, 2004. — С. 3-15.
- Автор и герой в музыковедческой деятельности. Статья первая
- Автор и герой в музыковедческой деятельности. Статья вторая / А. Самойленко // Музичне мистецтво і культура. Науковий вісник Одеської державної консерваторії імені А. В. Нежданової. – Вип. 12. – Одесса : Печатный дом, 2010. – С. 31-40.
- Духовность как категория музыкальной семантики
- Творчество Шостаковича как феномен «музыкального сознания» середины — второй половины XX века
- Музичний театр у діалозі з часом та у семантичному просторі сучасної культури / О. Самойленко // Часопис Національної музичної академії імені П. І. Чайковського. Науковий журнал. – № 6 (7). – К. : НМАУ імені П. І. Чайковського, 2010. – С. 11-19.